# Нгуен Тхи Бать Тует
Нгуен Тхи Бать Тует (род. 24 декабря 1945), известная как Бать Тует — вьетнамская певица и актриса театра кайлыонг, Народный артист Вьетнама.

## Биография
Бать Тует родилаль 24 декабря 1945 года в городе Лонгсюен, провинция Анзянг, Вьетнам. С детства занималась вокалом, в 16 стала актрисой труппы театра кайлыонг в провинции Кьензянг. В 1961 году, когда труппа выступала со спектаклем «Красной нитью по зеленому шелку», из-за опоздания основной актрисы Бать Тует пришлось исполнять главную роль. Выступление было успешным, и актриса стала получать главные роли в последующих постановках (пьесы «Судьба содержанки», «Свадьба в краю мечтаний» и другие). По мере развития карьеры, Бать Тует перешла в труппу к известным сценаристам Ха Чьеу и Хоа Фыонгу.
В 1963 году получила приз имени Тхань Там для начинающих артистов кайлыонг, в 1965 году — золотую медаль Тхань Там за роль Тан Ныонг в пьесе «Дом Тан Ныонг».
В 1988 закончила режиссёрский факультет в Софии (Болгария). В 1995 защитила в Национальной академии театрального и киноискусства (Болгария) и в Королевской академии драматического искусства (Великобритания) докторскую диссертацию по искусству на тему «Aдаптация традиционных сценических искусств в странах Юго-Восточной Азии к современному зрителю 21 века», став первым артистом кайлыонг с докторской степенью.
Её постановки пьес «Спектакль с одним персонажем» и «Королева при двух королях» имели успех у зрителей и были высоко оценены критиками.
В 2011 году получила звание «Народный артист Вьетнама».